# CUBΣLIC
CUBΣLIC（キューブリック）は日本の女性アイドル・グループである。

## 概要
ライブハウス「SHIBUYA DESEO」とアーティスト・コンポーザー「TEPPAN」がプロデュースする4人組フューチャーベース異次元アイドルユニット。
フューチャーベースサウンドにキレのあるダンスとCUTEな歌声で会場を異次元空間へと誘う。

## メンバー

### 現メンバー
| 名前       | よみがな     | 生年月日 | 担当カラー | 備考                                                                          |
| ---------- | ------------ | -------- | ---------- | ----------------------------------------------------------------------------- |
| 黒川音     | くろかわおと | 3月16日  | 水色       | オリジナルメンバー 元東京リアリー                                             |
| 小熊りん   | こぐまりん   | 8月2日   | ピンク     | 2022年3月27日 お披露目 2022年4月2日 加入 「DJ 59Marine」としても活動          |
| 朝美咲那   | あさみさな   | 8月4日   | 白         | 2024年6月23日 お披露目 2024年6月30日 加入 「DJさーたん」としても活動 元new+on |
| 倉瀬あすか | くらせあすか | 4月29日  | 黄         | 2024年6月23日 お披露目 2024年6月30日 加入 元new+on                            |

### 旧メンバー
| 名前       | よみがな       | 生年月日 | 担当カラー | 備考 |
| ---------- | -------------- | -------- | ---------- | --- |
| 猫宮ねこ   | ねこみやねこ   | 12月11日 | 黄         | オリジナルメンバー 2022年2月28日 二次元帰還 2023年5月から YORUYU。のメンバーとして活動（2023年8月脱退） 2023年6月から GoldenDropのメンバーとしても活動 （2024年7月活動終了） |
| 兎月ねむり | うづきねむり   | 4月7日   | 赤         | オリジナルメンバー 2022年3月1日 脱退発表 |
| 月嶋なる   | つきしまなる   | 6月27日  | 紫         | 2020年6月17日 加入 2024年3月3日 卒業 「ZaYa!(ざや)」名義でコスプレイヤーとしても活動                                                                                         |
| 衣笠アメリ | きぬがさあめり | 8月7日   | 紫         | 2024年6月30日 加入 2025年1月25日 脱退 元AIMIA 元Fiore 元OUTSKIRTS |

## 主な活動

### 2019年
- 8月23日 - 「異次元」をコンセプトにグループ結成。初期メンバーは黒川音・猫宮ねこ・兎月ねむり
- 10月3日 - 下北FMレギュラー番組「CUBΣLICのなんたらかんたら」スタート
- 11月3日 - お披露目ライブ「CUBΣLIC is here now」を渋谷・DESEO mini with VILLAGE VANGUARDにて開催[1]
- 12月11日 - 猫宮ねこ生誕祭「ねこ祭り」を渋谷Milky Wayにて開催[2]

### 2020年
- 1月2日 - 初のオフ会「チキチキ！！第１回お餅アレンジ対決新年会」を開催
- 1月12日 
  - CUBΣLIC Presents「微レ存ガールズ」を渋谷・DESEO mini with VILLAGE VANGUARDにて開催
  - 「微レ存ガール」を初お披露目
- 3月16日 - 黒川音生誕祭「音ちゃん21回めの大爆発」を青山月見ル君想フにて開催
- 5月12日 - 4人目のメンバーとして月嶋なるの加入を発表
- 5月28日 - 「微レ存ガール」「UNISON CUBΣ」のCD-R販売と配信を開始。
- 6月17日 
  - GATEWAY STUDIO 道玄坂店にて開催の「アイド輪ピック2020無観客配信ライブ」にて月嶋なるお披露目 [3]
  - 「晴レトキドキ」を初お披露目
- 6月27日 - 「晴レトキドキ」のCD-R販売を開始。
- 7月1日 - 「晴レトキドキ」の配信を開始。
- 7月28日「EXMACHINA」を初お披露目とCD-R販売・配信を開始。
- 8月3日
  - 初ワンマン公演「CUBΣLIC 1st ONEMAN LIVE『The Shining』」をSHIBUYA DESEOにて開催[4]
  - 兎月ねむりが自身作詞のソロオリジナル楽曲「おやすみに溺れる」（作曲：石川概念）を初お披露目
  - 「KAWAII フューチャー SHOP」を初お披露目
- 8月9日 - 「CUBΣLIC爆誕秘話〜エピソード0〜」を 新宿Naked Loft にて開催。
- 8月22日 - 黒川音が舞台「LIVEDOG GIRLS 『LOCKDOWN』」（作・演出：岡本貴也） に出演[5]
- 9月3日 -  「KISS KISS CUBΣLIC」がテレビ朝日系列UX新潟テレビ21「まるどりっ！サプリ」エンディングソングと「ヤンごとなき！」エンディングソングに決定[6]
- 9月16日 -  両A面1stシングル『KISS KISS CUBΣLIC/TOKYO PLANET ΣARTH』をリリース[7]
- 9月19日 - 「CUBΣLIC爆誕秘話〜エピソード1〜」を 新宿Naked Loft にて開催。
- 9月24日 - 兎月ねむり生誕祭「おやすみ、夢でも逢おうね。」を新宿MARZにて開催
- 9月27日 
  - フリーワンマンライブ「CUBΣLIC is here now」を渋谷・DESEO mini with VILLAGE VANGUARDにて開催
  - 「シーサイドタイムマシン」を初お披露目
- 10月2日 -  ファンコミュニティ「CLUB CUBΣLIC」開設[8]
- 10月24日 - 「CUBΣLIC爆誕秘話〜エピソード2〜」を 新宿Naked Loft にて開催。
- 11月6日 
  - 活動1周年を祝う主催イベント「CUBΣLIC FΣST『ROOM 237』」を渋谷duo MISIC EXCHANGEにて開催[9]
  - 「DISCO HOLIC」を初お披露目
- 11月21日 - 月嶋なる生誕祭「ナナナナルイロ」を渋谷・DESEO mini with VILLAGE VANGUARDにて開催
- 11月29日 - 「CUBΣLIC爆誕秘話〜エピソード3〜」を 新宿Naked Loft にて開催。
- 12月11日 - 猫宮ねこ生誕祭「にゃあちゃんといっしょ」を渋谷・DESEO mini with VILLAGE VANGUARDにて開催
- 12月20日 - 「CUBΣLIC爆誕秘話〜エピソード4〜」を 新宿Naked Loft にて開催。
- 12月31日 - カウントダウンライブ「CONTDOWN CUBΣLIC 2020-2021」を渋谷・DESEO mini with VILLAGE VANGUARDにて開催

### 2021年
- 4月7日
  - 兎月ねむり生誕祭 「19歳」を渋谷MilkyWayにて開催
  - 「FLYWITHME」を初お披露目
- 4月20日 - 黒川音生誕祭 「音楽祭（オトガクサイ）」をSHIBUYA DESEOにて開催
- 4月24日 - 「CUBΣLIC Presents『30歳以上が割引されるライブが実現された日』」をSHIBUYA DESEOにて開催[10]
- 4月30日 -  2ndワンマン公演「CUBΣLIC ONEMAN LIVE『2021: A Different Dimension Odyssey』」を高田馬場CLUB PHASEにて開催
- 5月4日 - 横浜Bronthで開催された「ROAD TO @JAM EXPO 2020-2021 LIVE Vol.7」に出演。5月29日にZepp DiverCityで行われる決勝大会に進出
- 6月27日
  - 月嶋なる生誕祭「Purple Rain」を渋谷・DESEO mini with VILLAGE VANGUARDにて開催
  - 「Moon Light Girl」を初お披露目
- 7月8日 - 1stEP 『Chocolate Box』をリリース
- 8月22日 - 「KING&QUEEN」を初お披露目
- 11月19日 - 活動2周年を祝う主催イベント「CUBΣLIC FΣST『ROOM 237』-2021-」を渋谷duo MISIC EXCHANGE、SHIBUYA DESEO、渋谷・DESEO mini with VILLAGE VANGUARDにて開催
- 12月12日 - 猫宮ねこ生誕祭「にゃんにゃんばらだいす」を渋谷・DESEO mini with VILLAGE VANGUARDにて開催
- 12月21日 - 「バトルロワイヤル宣言！」を初お披露目
- 12月22日 - 2ndシングル『バトルロワイヤル宣言！』をリリース
- 12月23日 - 3rdワンマン公演「CUBΣLIC 3rd ONEMAN LIVE『Eyes Wide Shut』」をSpotify O-WESTにて開催[11]
- 12月28日 -  猫宮ねこが2022年1月30日をもって卒業することを発表

### 2022年
- 1月30日 - 猫宮ねこ卒業公演「二次元帰還」を渋谷・DESEO mini with VILLAGE VANGUARDにて開催（2月末まで留年を発表）
- 2月27日 - 猫宮ねこ在籍ラストライブ「NOT FAKΣ」をSHIBUYA DESEOにて開催
- 2月28日 - 猫宮ねこ二次元送別会「ねこみ屋」を渋谷・DESEO mini with VILLAGE VANGUARDにて開催
- 3月1日 - 活動休止中であった卯月ねむりの脱退を発表[12]
- 3月8日 - 小熊りんが新メンバーとして加入を発表[13]
- 3月27日 ‐ 新メンバーお披露目イベント「CUBΣLIC爆誕秘話」を横浜Naked Loftにて開催[14]
- 4月2日
  - 新体制お披露目ライブ「NOT FAKΣ/CUBΣLIC is here now」をSHIBUYA DESEOにて開催
  - 「SBFM」を初お披露目
- 5月7日 
  - CUBΣLIC黒川音生誕祭「全次元音もだち計画！」をSHIBUYA DESEOにて開催
  - 「BABY!BABY!」を初お披露目
- 6月26日 ‐ 月嶋なる生誕祭「Purple Rain 2022」を渋谷・DESEO mini with VILLAGE VANGUARDにて開催
- 8月2日 - 小熊りん生誕祭「こぐまと初めてのおたんじょうびかい」をSHIBUYA DESEOにて開催
- 8月7日 
  - 4thワンマン公演「Kawaii フューチャーSHOP」を渋谷WOMBにて開催[15]
  - 「スーパーフルフラット」を初お披露目
- 8月21日 - 「Σ」を初お披露目
- 11月3日 - 活動3周年を祝う主催イベント「CUBΣLIC FΣST 2022『ROOM 237』TOKYO」をSHIBUYA DESEO、渋谷・DESEO mini with VILLAGE VANGUARDにて開催。新衣装を初お披露目。
- 11月20日 - 「CUBΣLIC FΣST 2022『ROOM 237』OSAKA」を味園ユニバースにて開催
- 12月28日 - 「Flip-Flop」を初お披露目

### 2023年
- 1月7日 - 「Flames」を初お披露目
- 1月25日 - 2ndEP 『FLOWER』をリリース
- 2月25日 - ワンマン公演「Lolita」をSHIBUYA DESEOにて開催
- 3月16日 - 黒川音生誕祭 「Dynamite」をSHIBUYA REXにて開催
- 4月2日 - 「CUBΣLIC Presents『テルミー？』」を渋谷・DESEO mini with VILLAGE VANGUARDにて開催。「テルミー？」を初お披露目。来場者限定で音源の先行配布。
- 6月25日 ‐ 月嶋なる生誕祭「Purple Rain 2023」を渋谷・DESEO mini with VILLAGE VANGUARDにて開催
- 7月1日 - 「Fight Club」を初お披露目
- 7月29日
  - ワンマン公演「A.I」を恵比寿CreAtoにて開催
  - 「99の心配事」を初お披露目
- 7月10日 - 小熊りんのソロラジオ番組「小熊りんのおやすみMonday 」を配信開始。
- 8月2日 - 小熊りん生誕祭「SUPER‼︎コグマリンワールドDX」をSHIBUYA DESEOにて開催
- 9月23日 - 無銭単独公演「無銭じゃんね！！」をSHIBUYA DESEOにて開催
- 11月11日 - 予定していたワンマン公演が会場側の都合により延期。
- 11月20日 - 2024年3月3日をもって現体制の終了をアナウンス。
- 11月23日 - 月嶋なるが 2024年3月3日をもってCUBΣLICとしての活動終了を発表。[16]
- 12月16日
  - ワンマン公演「CUBΣLIC one-man live『BEST OF CUBΣLIC』」をWOMB LIVEにて開催
  - 1st ALBUM  『PRIMAL』をリリース
  - 「PEACH」を初お披露目

### 2024年
- 2月3日 - 無銭単独公演「CUBΣLIC現体制終了あと1ヶ月全曲無銭公演」を渋谷・DESEO mini with VILLAGE VANGUARDにて二部制で開催
- 3月3日 - 現体制終了&月嶋なる卒業Live「月嶋なる卒業公演-対バン-」「CUBΣLIC 現体制終了 月嶋なる卒業公演 」を渋谷・DESEO mini with VILLAGE VANGUARDにて二部制で開催
- 3月6日 - 期間限定でCUBΣLICがエレクトリックリボンのサポートメンバーとして活動する事を発表。
- 4月2日 - 2024年6月30日 DESEO mini with VILLAGE VANGUARDにて新体制のお披露目と同日に新曲２曲の配信リリース、新曲のMVも解禁すると発表。新体制のメンバー数は５名と発表され過去最大のメンバー数になるとのこと。
- 4月15日 -  トークイベント「CUBΣLIC爆誕秘話 〜新メンバーお披露目 最古参って言っていいんだよSP〜」を6月23日横浜Naked Loftにて開催と発表。
- 5月7日 - 6月1日開催の「エレクトリックリボン 無料単独公演 -CUBΣLICサポートありがとうLIVE-」を持って、エレクトリックリボンのサポート体制終了を発表。
- 6月1日 - 「エレクトリックリボン 無料単独公演 -CUBΣLICサポートありがとうLIVE-」を持って、エレクトリックリボンのサポート体制終了。エレクトリックリボン minminが喉の不調のため、7月11日に エレクトリックリボンfeat.CUBΣLIC追加公演の開催を発表
- 6月2日 -　CUBΣLICの新ロゴを発表。
- 6月14日 -　新アー写公開と朝美咲那、倉瀬あすか、衣笠アメリの加入を発表。[17]
- 6月23日 ‐ 新メンバーお披露目イベント「CUBΣLIC爆誕秘話 〜新メンバーお披露目 最古参って言っていいんだよSP〜」を横浜Naked Loftにて開催。
- 6月24日 ‐ 新曲「ウェザー・リポート」 のMVを公開[18]
- 6月30日
  - 新体制発表・新メンバーお披露目ライブ「RΣAL-CUBΣLIC 新メンバーお披露目対バン-」と「CUBΣLIC 無料単独公演-RΣBOOT-」を渋谷・DESEO mini with VILLAGE VANGUARDにて開催。
  - 「ウェザー・リポート」を初お披露目
- 8月2日 - 小熊りん生誕祭「New!!スーパーコグマリンナイトHYPER」をSHIBUYA DESEOにて開催
- 8月4日 - 朝美咲那生誕祭「はじめてのお誕生会」をSHIBUYA DESEOにて開催
- 8月7日 - 衣笠アメリ生誕祭「アメリの異常な愛情」をSHIBUYA DESEOにて開催
- 9月2日
  - ワンマン公演「Lolita」をSHIBUYA DESEOにて開催。
  - 「のってけエスクプレス」を初お披露目
- 9月22日 - 朝美咲那、衣笠アメリが「近代麻雀水着祭2024ファイナル」に出演。
- 9月28日 - 黒川音生誕祭 「音の大辞典」 をDESEO mini with VILLAGE VANGUARDにて開催。
- 11月3日 - 活動5周年を祝う主催イベント「CUBΣLIC FΣST 2024」をSHIBUYA DESEO、渋谷・DESEO mini with VILLAGE VANGUARDにて開催。
- 11月30日〜12月1日 - タイ、バンコクで開催された「Siam J-Show」に出演。

### 2025年
- 1月25日 - 衣笠アメリが体調問題により同日をもって脱退を発表。[19]
- 2月24日
  - ワンマン公演「CUBΣLIC one-man live『Odd Eyes』-来場者参加型ロールプレイングライブ-」をWOMB LIVEにて開催
  - 新曲「シュガビタ」と新衣装を初お披露目。
  - 「シュガビタ」を含む新EP発売の発表とリリースに合わせた東名阪２マンライブの開催を発表[20]
- 3月5日 - 公開９日で「シュガビタ」のYoutube再生数が１０万再生を突破
- 3月16日 - 黒川音生誕祭 「CUBΣLIC黒川音生誕祭『研ぎ澄ませ!!音展♪』」を渋谷・DESEO mini with VILLAGE VANGUARDにて開催
- 4月26日 
  - 「シュガビタリリース東名阪ツアー VS CUBΣLIC 2MAN LIVE」を 大阪FANJ twice にて開催
  - 3rdEP 『シュガビタ』をリリース
- 4月27日 - 「シュガビタリリース東名阪ツアー VS CUBΣLIC 2MAN LIVE」を 名古屋R.A.D にて開催
- 4月29日 
  - 「シュガビタリリース東名阪ツアー VS CUBΣLIC 2MAN LIVE」を 渋谷・DESEO mini with VILLAGE VANGUARD にて開催
  - 倉瀬あすか生誕祭 「拝啓、2年前の私へ」を渋谷・DESEO mini with VILLAGE VANGUARDにて開催。
- 6月30日
  - 「CUBΣLIC現体制1周年記念公演」を 渋谷・DESEO mini with VILLAGE VANGUARD にて開催
  - 「シーサイドタイムマシン(REMIX)」を初お披露目。
- 7月2日 - 朝美咲那が「近代麻雀 #真夏の水着祭」に出演。
- 8月2日
  - 小熊りん生誕祭「スーパーコグマリンワールド∞~eternity~」を渋谷・DESEO mini with VILLAGE VANGUARDにて開催。
  - 小熊りん ソロ曲「REFLEX」を初お披露目。
- 8月4日 - 朝美咲那生誕祭「うぇるかむとぅ おはさーたん界隈」を渋谷・DESEO mini with VILLAGE VANGUARDにて開催。
- 9月1日 - ワンマン公演「CUBΣLIC one-man live-ノンストップ60分耐久勝負-」をWWW にて開催予定

## 作品

### CD
1stシングル『KISS KISS CUBΣLIC/TOKYO PLANET ΣARTH』
2020年9月16日発売　発売元：harvest records
- 通常版HVR-0008

1. KISS KISS CUBΣLIC
2. TOKYO PLANET ΣARTH

2ndシングル『バトルロワイヤル宣言!』
2021年12月22日発売　発売元：harvest records
- 通常版HVR-0010

1. バトルロワイヤル宣言!
2. KING&QUEEN
3. バトルロワイヤル宣言! (Instrument)
4. KING&QUEEN (Instrument)

1stEP『Chocolate Box』
2021年7月8日発売　発売元：harvest records
- 通常版HVR-0009

1. Moon Light Girl
2. Kawaii フューチャー SHOP
3. GET ON THE BOARD
4. シーサイドタイムマシン
5. DISCOHOLIC
6. FLYWITHME

CDにのみ 「CUBΣLIC学園校歌」をシークレットトラックとして収録
2ndEP『FLOWER』
2023年1月25日発売　発売元：harvest records
- 通常版HVR-0012

1. スーパーフルフラット
2. SBFM
3. BABY!BABY!
4. Flames
5. Flip-Flop

3rdEP『シュガビタ』
2025年4月26日発売　発売元：harvest records
- 通常版HVR-0014

1. シュガビタ
2. インターフェース
3. テルミー？
4. いえないっしょん

1st ALBUM 『PRIMAL』
2023年12月16日発売
(全収録曲リミックスと一部再収録。)
- 通常版HVR-0013　発売元：harvest records

1. Introduction
2. TOKYO PLANET ΣARTH
3. KISS KISS CUBΣLIC
4. Flip-Flop
5. UNISON CUBΣ
6. EXMACHINA
7. Flames
8. Fight Club
9. DISCOHOLIC
10. SBFM
11. Moon Light Girl
12. 微レ存ガール
13. スーパーフルフラット
14. バトルロワイヤル宣言！
15. 99の心配事
16. Peach

### 配信楽曲
- レーベル: harvest records

1. 微レ存ガール　（2020年5月28日CD-R発売、配信）
2. UNISON CUBΣ　（2020年5月28日CD-R発売、配信）
3. 晴レトキドキ　（2020年6月28日CD-R発売 2020年7月1日配信）
4. EXMACHINA　（2020年7月28日CD-R発売、配信）
5. SBFM　（2022年4月3日配信 2023年1月25日発売のFLOWER収録版とはMIXが異なるバージョン）
6. 99の心配事　（2023年7月29日配信）
7. Fight Club　（2023年7月29日配信）
8. ウェザー・リポート　（2024年7月01日配信）[21]
9. のってけエスクプレス　（2024年7月01日配信）
10. シュガビタ　（2025年2月25日配信）[22]
11. シーサイドタイムマシン(REMIX)（2025年7月1日配信）
12. シーサイドタイムマシン(2025)（2025年7月1日配信）

- 番外

1. ラストダンス (2024年6月25日 黒川音＆小熊りん 名義でリリース。元々は 2023年7月29日の one-man live「A.I」の表題曲。music & lyric : Kouta Kaneko)

### 未配信楽曲
1. CUBΣLIC学園校歌 (2021年7月8日 1stEP『Chocolate Box』 のシークレットトラックとして収録)
2. Σ (2022年08月21日 CD-Rで限定販売。販売時点で以後の再販売は予定なしとのアナウンス)
3. テルミー？ (2023年04月02日 月嶋なる在籍時バージョン。「CUBΣLIC Presents『テルミー？』」で来場者限定で音源配布)

- 番外

1. おやすみに溺れる (2020年04月 兎月ねむりソロ CD-Rで限定販売)
2. てあらいのうた (2020年05月 兎月ねむりソロ CD-Rで限定販売)
3. ラストダンス (2024年9月25日 黒川音ソロVer ARアプリに黒川音生誕記念レコードキーホルダーをスキャンさせることで視聴可能)
4. REFLEX (2025年08月02日 小熊りんソロ)